# 謝列季
50°50′13″N 27°45′53″E / 50.83694°N 27.76472°E
謝列季（烏克蘭語：Середи），是烏克蘭北部的村莊，隸屬日托米爾州的茲維亞赫爾區。該村面積2.98平方公里，海拔高度201米，2001年人口1,035，人口密度每平方公里346.85人。